# 小行星13869
小行星13869（13869 Fruge）是一颗绕太阳运转的小行星，为主小行星带小行星。该小行星于2000年1月8日发现。

## 轨道参数
小行星13869的轨道半长轴为2.5787026 UA，离心率为0.112。